# Roman Maciejewski

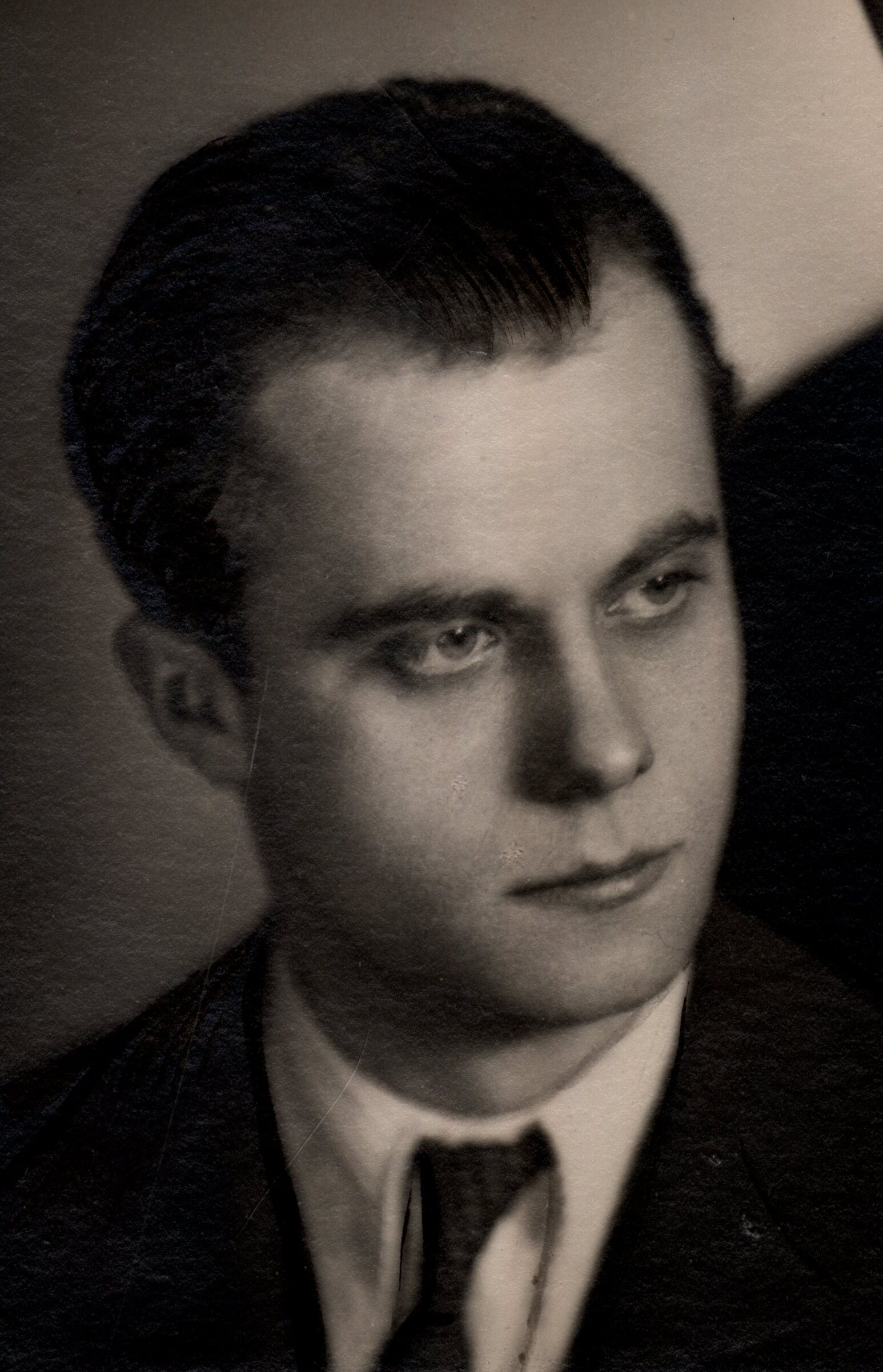
Roman Maciejewski, 1940

Roman Maciejewski (* 28. Februar 1910 in Berlin; † 30. April 1998 in Göteborg) war ein polnischer Komponist, Pianist und Dirigent.

## Leben
Maciejewski hatte ab dem fünften Lebensjahr Klavierunterricht bei seiner Mutter. Er studierte von 1916 bis 1919 am Stern’schen Konservatorium. Danach setzte er seine Ausbildung in Posen bei Bohdan Zaleski (Klavier), Władysław Raczkowski (Musiktheorie), Kazimierz Sikorski (Harmonielehre und Kontrapunkt) und Stanisław Wiechowicz (Solfège) fort.
Seit 1930 leitete er den Stanisław-Moniuszko-Chor in Posen, mit dem er Konzertreisen durch Polen und Deutschland unternahm. 1932 begann er ein Studium an der Warschauer Musikakademie bei Karol Szymanowski, das er zu Gunsten einer Konzertreise als Pianist durch den Balkan abbrach. 1934 studierte er bei Nadia Boulanger in Paris.
Von 1939 bis 1951 lebte Maciejewski in Schweden, wo er mehrere Schauspielmusiken zu Inszenierungen Ingmar Bergmans (u. a. zu Albert Camus’ Kaligula) komponierte und mit der Komposition seiner Missa pro defunctis begann, die er erst fünfzehn Jahre später beendete. Sie wurde beim Internationalen Festival für zeitgenössische Musik 1960 in Warschau uraufgeführt.
1951 übersiedelte er in die USA und ließ sich im kalifornischen Redondo Beach nieder. Er war dort Organist zweier katholischer Kirchen und leitete den Roman Choir. 1977 kehrte er nach Schweden zurück und ließ sich in Göteborg nieder.

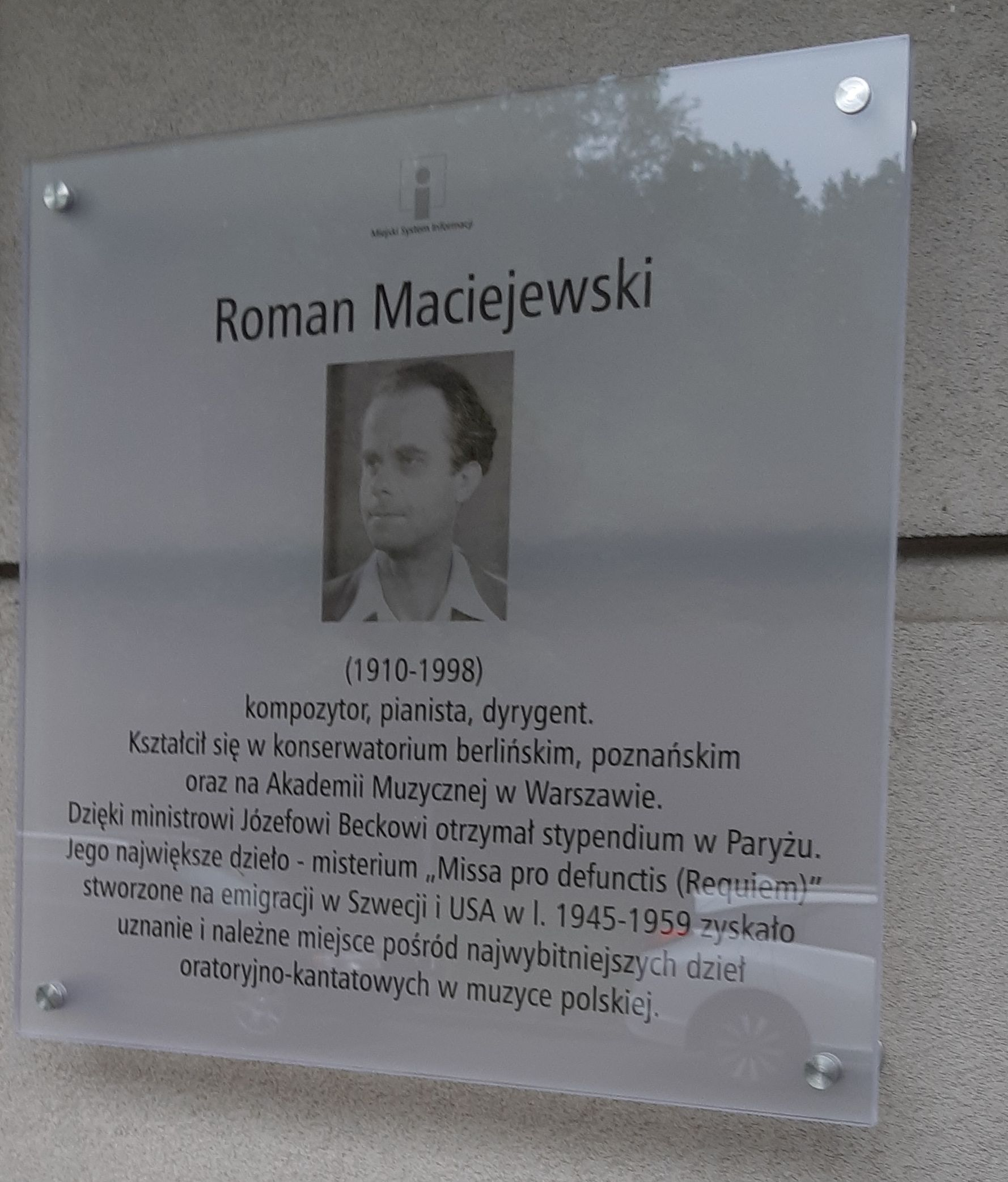
Gedenktafel für Roman Maciejewski an der nach ihm benannten Straße (Ulica Maciejewskiego) in Warschau

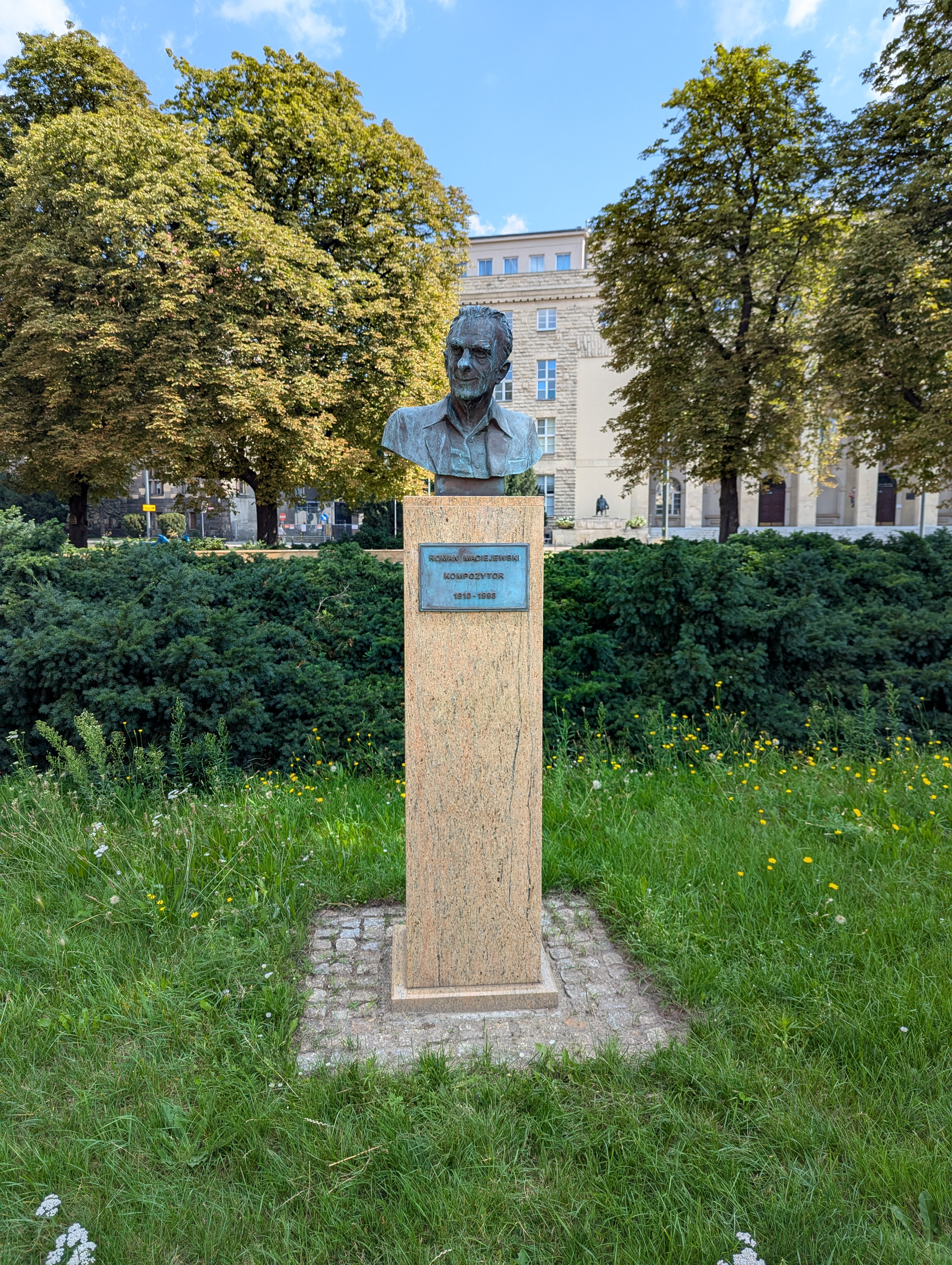
Denkmal im Roman-Maciejewski-Park in Posen

## Werke
- Sonata na fortepian nr 1, 1926
- Kołysanka für Klavier, 1928
- Pieśni kurpiowskie für gemischten Chor, 1928
- Wariacje für Klavier, 1928
- Mazurki für Klavier, 1928–1990
- Preludia für Klavier, 1930–1933
- Tańce góralskie für Klavier, 1931
- Bajka", Kinderballett für Klavier, 1932
- Trzy pieśni Bilitis für Sopran und Klavier, 1933; für Sopran und Orchester, 1935
- Sonata na fortepian nr 2, 1932
- Etiudy für Klavier, 1932
- Tryptyk, 1933
- Koncert na dwa fortepiany bez orkiestry, 1936
- Tarantella i kołysanka für zwei Klaviere, 1938
- Sonata na skrzypce i fortepian, 1938
- Oberek scena baletowa für zwei Klaviere, 1943
- Allegro concertante für Klavier und Sinfonieorchester, 1944
- Missa pro defunctis (Requiem) für Solisten, gemischten Chor und Sinfonieorchester, 1944–59
- Negro spirituals für zwei Klaviere, 1946
- Matinata für Violine, Viola und Cello, 1948
- Suita hiszpanska für zwei Gitarren, 1948
- Mazurek für zwei Klaviere, 1951
- Nokturn für Flöte, Gitarre und Celesta, 1951
- Kołysanka für Streichtrio, Flöte, zwei Gitarren und Celesta, 1952
- Fandango für Klavier, 1953
- Msza pasterska, polnische Weihnachtslieder für vierstimmigen Frauenchor oder Knabenchor mit Orgel, 1955
- Carrols für gemischten Chor und Orgel, 1956
- Missa Brevis für gemischten Chor und Orgel, 1964
- Msza Zmartwychwstania für gemischten Chor und Orgel, 1966
- Msza ku czci św. Cecylii für gemischten Chor und Orgel, 1967
- Kwintet na instrumenty dęte, 1971
- Widok znad morza, Suite für kleines Orchester, 1972
- Kołysanka für Klavier und Sinfonieorchester, 1976
- Hosanna für zweistimmigen Chor, Orgel und Bläserquartett, 1976